# شهرستان آبوویان
شهرستان آبوویان (ارمنی: Աբովյանի շրջան) یکی از سی و هفت شهرستان در تقسیم‌بندی جمهوری شوروی سوسیالیستی ارمنستان بود. مرکز این شهرستان آبوویان بود. طبق سرشماری سال ۱۹۸۷ میلادی جمعیت آن بالغ بر ۱۰۸٬۲۰۰ تن و مساحت آن ۸۱۰٫۴۲ کیلومتر مربع بود.

## مناطق مسکونی
- آکونک، کوتایک
- آرینج
- آراموس
- Բալահովիտ
- گارنی
- گغادیر
- گغاشن
- گغارد
- گوغت
- زار
- زوواشن
- زووک
- کاتناغبیور
- کاماریس
- کاپوتان
- کوتایک
- هاتیس
- دزوراغبیور
- مایاکوفسکی
- نور گیوغ
- نورنوس
- ووغجابرد
- پتغنی
- جرابر
- جروژ
- Սևաբերդ

## نگارخانه

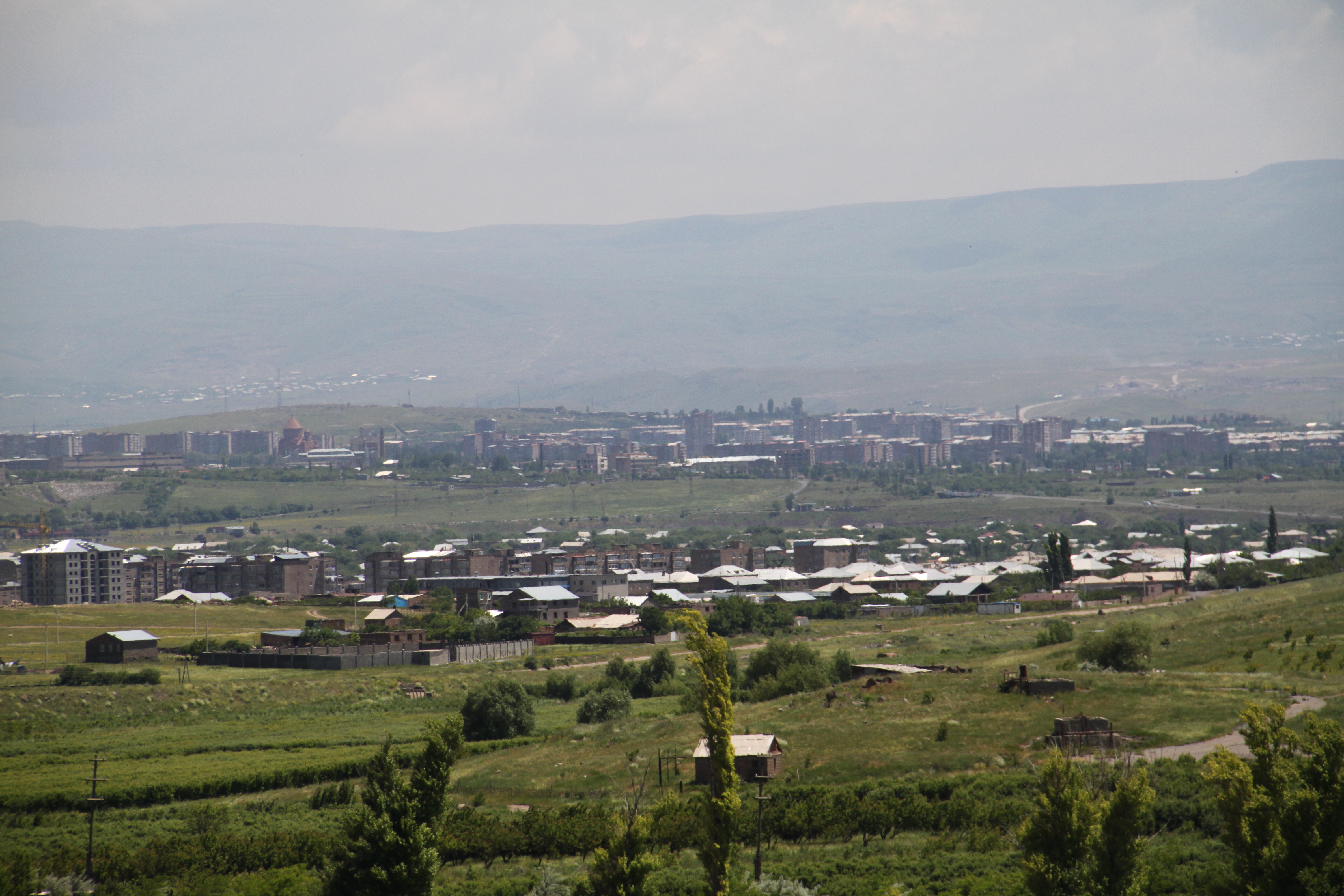
آبوویان
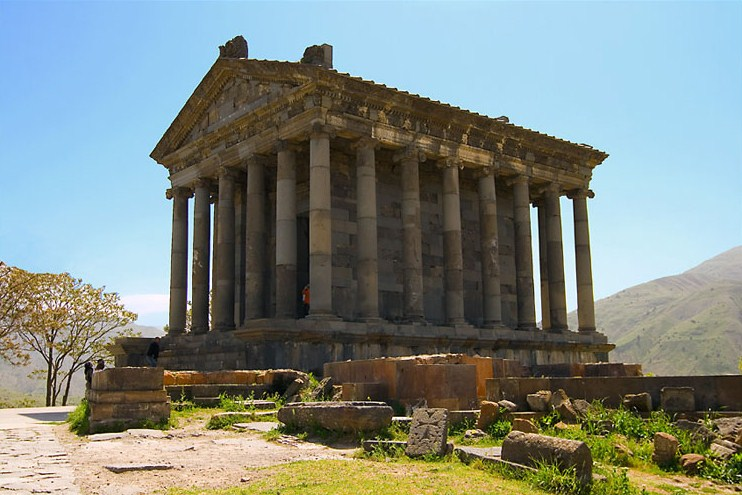
معبد گارنی
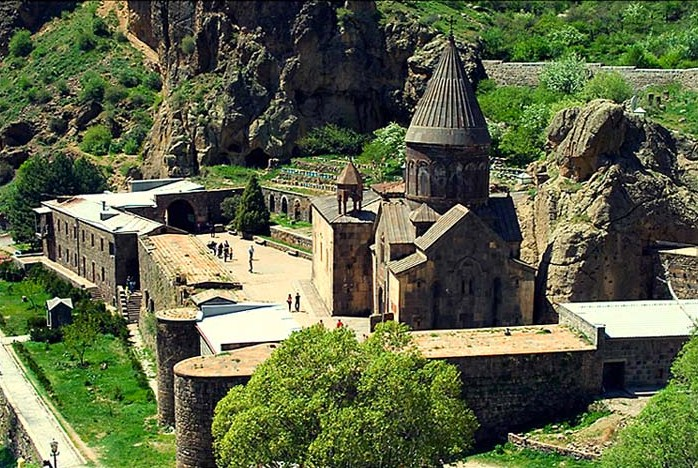
صومعه گغارد